# Tordylium pestalozzae
Tordylium pestalozzae är en flockblommig växtart som beskrevs av Pierre Edmond Boissier. Tordylium pestalozzae ingår i släktet Tordylium och familjen flockblommiga växter. Inga underarter finns listade i Catalogue of Life.